# 张玉楼
张玉楼（1928年—），山西五台人。中国人民解放军人物。

## 生平
1945年参加中国人民解放军，1948年加入中国共产党。参加过第二次国共内战和朝鲜战争，3次负伤。1970年离休后自愿到条件艰苦的五台县落户，帮助群众脱贫致富。多次被评为先进，模范，荣立一等功1次，三等功3次，1983年中央军委授予他“为共产主义奋斗不息的好干部”称号。出席1987年中国人民解放军英雄模范代表会议。